# Maraphonia
Maraphonia is een geslacht van uitgestorven kreeftachtigen uit de klasse van de Ostracoda (mosselkreeftjes).

## Soorten
- Maraphonia brevilobata Kanygin, 1965 †
- Maraphonia imperfecta Kanygin, 1965 †
- Maraphonia planilobata Kanygin, 1965 †